# 農業機械
農業機械（のうぎょうきかい、英: agricultural machinery）は、農機具のうち農業用の機械の総称。機械の一種であり、酪農業、畜産業を含む農業の現場で、人にとって苦痛、困難、不可能な程度の重労働作業を補助、代行する。農機（のうき）と略される。

## 定義と分類

### 農機具と農業機械
農業生産での労働の技術的補助手段を総称して農機具という。農機具は農業用の機械と広義の農具とに大別される（広義の農具はさらに金槌や鋸のように必ずしも用途が農業に限定されない一般道具と鍬や鎌のように主な用途が農業目的の農用道具（狭義の農具）に分けられる）。
道具としての農具との区別では、足踏み式脱穀機や畜力機はいずれも農業用の機械である<。
道具としての農具は、農作業の効率を高め労働力の軽減を可能にしているが、作業の大部分が人間の手中に残されているため、作業能率を高めるためには長年の経験が必要であり、熟練の度合いによって成果に大きな差異が生じる。一方、農業機械は、人間の労働力を飛躍的に節約しつつ、作業自体を代替する性質があることから、ある程度習熟すれば整一な作業を能率的に遂行でき、長年の熟練や勘が必要となる点が大幅に少なくなる。
軽トラックはよく農業に利用されるが（農家では資材や機材、収穫物の運搬に使われる）、これらは一般には農業機械と見なされていない。野球場の整地やゴルフ場の管理にはよく、トラクターが用いられるが、トラクターは農業機械に分類される。

播種、農薬散布などに航空機を使用する例もあり、専用に開発された機種は農業機と呼ばれる。なお、農業生産での労働の技術的補助手段としての農機具は可動的資本財であり、建物や施設のような不可動的資本財とは区別される
機械は原動機、伝導機、作業機に大別することができるが、農業機械の場合、伝導機が独立した機械として存在することはほとんどない 。また、動力耕運機やトラクターのように原動機と作業機が結びついているもの（原動作業機）も多いため、原動機、作業機、原動作業機に分類される。作業機には人力用、畜力用、動力用があるが、最も重要なものは動力用作業機である。
農業機械の種類は非常に多い。農業の形態が多様であり、農業の形態、季節によって農作業が多様であるため、農業機械もまた多様である
- 汎用的な農業機械 - トラクター
- 耕耘・整地に用いる農業機械 - プラウ（すき）、ハロー、ローラー、ロータリー耕耘機、代かき機、鎮圧機、均平機、うね立機、みぞ切り機
- 耕土・造成・改良に用いる農業機械 - 抜根機、心土破砕機、みぞ掘り機、モールドレイナ（暗渠せん孔機）、穴掘機、バックホー
- 施肥に用いる機 -マニュアスプレッダー（堆肥散布機）、スラリースプレッダー、ライムソーワー（石灰散布機）、プランタ（点播機）、施肥播種機
- 播種・移植に用いる農業機械 - 田植機、野菜移植機、トランスプランタ（移植機）、散播機
- 防除・管理に用いる農業機械 - 噴霧機、動力噴霧機、ミスト機、散粉機、動力散粉機、散粒機、動力散粒機、煙霧機、航空散布機・ヘリコプター（航空防除）、土壌消毒機、刈払機、管理機、スピードスプレーヤー、凍霜害防除機、中耕除草機、シンナ（間引機）、動力ポンプ、スプリンクラー（潅水装置）
- 収穫に用いる農業機械 - バインダー、コンバイン、野菜収穫機、モーアー、ヘイベーラー、ロールベーラー、ウィンドローワ、脱穀機、ビーンカッター（豆類収穫機）、とうもろこし収穫機、コーンシェラ、ばれいしょ収穫機、ビート収穫機、甘藷堀取り機、甘藷つる切り機、さとうきび収穫機、らっかせい収穫機、亜麻収穫機、たまねぎ堀取り機、栗用脱穀機、らっかせい脱穀機、摘採機、条桑刈取機、特用作物堀取り機、振動収穫機、ホップ摘花機
- 収穫物の乾燥と調製に用いる農業機械 - 乾燥機、籾すり機、選別機、精米機、牧草乾燥機、鶏糞乾燥機、特用作物乾燥機、精穀機、ディスクモアー、モアーコンディショナー、テッダー、レーキ、フォレージハーベスター、ヘイベーラー、ヘイプレス、ロードワゴン、ヘイローダ、ベールローダー、飼料さい断機、フォレージブローワ、サイレージアンローダー、飼料粉砕機、フィードチョッパー、ルートカッター、飼料配合機、飼料成形機
- 家畜の管理に用いる農業機械 - 自動給餌機、搾乳機械、牛乳冷却機、給水機、温水機、尿散布機、畜舎清掃機、固液分離機、糞尿処理装置、保温機、エッグリフター、洗卵選別機、畜舎消毒機
- 育蚕に用いる農業機械 - 稚蚕共同飼育濕温調整装置、動力ざ桑機、稚蚕用自動飼育装置、壮蚕用自動飼育装置、条ばらい機、収けん機、まゆ毛羽取り機
- 蔬菜果樹園芸（畑作）に用いる農業機械 - マルチャ、磔耕栽培装置、ハウス暖房機、蔬菜洗浄機、深層施肥機、動力剪定機、ツリータワー、果樹園用ロータリーカッター、選果機、樹園地内運搬用機、管理機
- 製茶に用いる農業機械 - 蒸し機、粗じゅう機、じゅうねん機、中じゅう機、精じゅう機
- 花卉特用作物に用いる農業機械 - 剪枝機、ラミー剥皮機、い草選別機、チューリップ選別機、らっかせい脱皮機
- 林業に用いる農業機械 - 刈払機、チェーンソー、集材機
- 運搬搬送に用いる農業機械 - トレーラー、穀物用搬送機、フロントローダー

#### 作物の種類による分類
- 汎用的な農業機械 - トラクター、耕耘機（歩行型トラクター）
- 水田稲作に用いる農業機械 - 代かき機、田植機、水田除草機、バインダー、ハーベスター、コンバイン、乾燥機、籾すり機、米選機、精米機
- 蔬菜園芸（畑作）に用いる農業機械 - 播種機、接ぎ木ロボット、野菜移植機、管理機、野菜収穫機、ポテトハーベスター、てんさいハーベスター、キャロットハーベスター
- 酪農畜産に用いる農業機械 - マニュアスプレッダー、スラリースプレッダー、モーアー、ヘイベーラー、ロールベーラー

#### 機械の形態による分類
- 乗用型機械 - 乗用型トラクター、乗用型田植機、乗用型コンバイン
- 歩行型機械 - 歩行型トラクター、歩行型管理機
- 定置機械 - 穀物乾燥機、籾すり機、農用裁断機
- 携帯式機械 - 刈払機、動力摘採機、ヘッジトリマー、背負式動力噴霧機、背負式動力散粉機、チェーンソー
- 遠隔操作機械、無人走行機械 - 無線操縦式ヘリコプター、無線操縦式草刈り機
- 航空機 - 農業機

### 日本における法律上の定義
農業機械化促進法では、農業機械の定義はされていないが、「農機具」、「農業機械化」、「高性能農業機械」は定義されている。農業機械のなかには、車両の形態をしているものもある。道路を自走可能なものは、道路運送車両法、道路交通法にいう軽車両、小型特殊自動車、大型特殊自動車に該当するが、保安基準が無いため公道を走行できないものもある。詳しくはこの記事の節「車両としての農業機械」を参照。
農機具
耕うん整地、は種、肥培管理、有害動植物の防除、家畜又は家きんの飼養管理、収穫、調製加工その他農作業（これに附随する作業を含む。以下同じ。）を効率的に行うために必要な機械器具（その附属品及び部品を含む。）
農業機械化
動力又は畜力を利用する優良な農機具を効果的に導入して農業の生産技術を高度化すること
高性能農業機械
農作業の効率化又は農作業における身体の負担の軽減に資する程度が著しく高く、かつ、農業経営の改善に寄与する農業機械

## 農業機械の歴史

### 農業機械の始まり
農具と農業機械との区別は厳密なものではなく、農具から農業機械への進歩は連続的な変化であった。それでも、18世紀の蒸気機関の発明、18世紀から19世紀にかけての産業革命が農業機械の発展に与えた影響は大きい。
ヨーロッパの農業では、早くから畜力（家畜の力）、水力、風力を利用した農業機械が用いられ、改良されてきた。農業機械の発展は、農業経営の大規模化と表裏一体に進んだ。18世紀末ごろから脱穀機、刈取機がつくられるようになった。これらは当初、馬を動力として動作した。
蒸気機関が実用されるようになってから約50年が経った1849年には、アメリカ合衆国のアーチャンボールト（Archambault）が農用蒸気機関車を製作した。これは脱穀機に動力を供給するための移動式の蒸気機関であった。
ガソリン機関が誕生した後、1889年には、アメリカ合衆国のケース会社（J. I. Case Company）によって初めて、内燃機関を搭載したトラクターが作られた。
1885年には、刈取りと脱穀を結合（コンバイン、combine）したコンバインがアメリカ合衆国のカリフォルニア州に登場した。

### 日本における農業機械の発展と普及
明治時代から大正時代にかけての農業機械の導入については、府県では米作関係の調整・加工用機械が中心となった。北海道ではこの時期から各種の畜力・人力を利用した欧米の農業機械が紹介され、プラウ、ハロー、カルチベーターなどのほか、牧草用機械が一部に普及していた。
動力を用いた農業機械については、大正年間に動力用石油エンジン・電気モーター等が導入されはじめたほか、1915年に北海道斜里町の農場にアメリカ・ホルト社製履帯トラクターが導入されたのがその始まりと言われている。また、耕耘機も1920年頃から輸入が開始され、岡山県では複数のメーカーにより自動耕耘機の国産化が図られた。
しかし、動力を用いた農業機械の導入が本格化するのは戦後になってからである。1953年の農業機械化促進法の制定や、1950年頃からのメリーティラーの導入がそれを後押しした。
トラクターは、戦後、耕耘機の普及の後を追う形で普及していった。1950年、農林省が3台のファーモール製のトラクターを輸入し、各地の農業試験場で試験を行ったのを皮切りに、1952年にはフォードソン、ランツ等のトラクターや、農業用トラクターとしても使用できる農業用ジープが輸入開始されている。
1960年11月に経済審議会が答申した国民所得倍増計画の下では、上昇する生活費を確保するために農業経営の規模拡大が唱導され、農業所得の増大が見込めない農家では兼業化が加速された。農業も産業として自立することが求められ、農業構造を改善して「自立経営農家」を育成し、大型機械を導入するための「協業の助長」が大きな政策目標となった。
1961年の農業基本法制定に続いて、1962年から農業構造改善事業が開始された。これは圃場整備、大型機械の導入利用、選択的拡大作目の導入をセットにして助成・融資するところに特徴があった。家計収支が上昇する中で農業経営を自立させるには面積規模の拡大、あるいは資本投下など集約度の増大が不可欠であった。
これらを受け、1960年代から1970年代にかけては、トラクターの普及に伴って各種作業機、コンバイン等の輸入が急増するとともに、それらの国産機も開発され、次第に農家に浸透していった。

### 近年の状況
日本の水田稲作に合った田植機やハーベスター、コンバインが開発された1960年代以降、日本では農業機械が急速に普及した。現在では水田稲作の機械化は完成の域に達したという声も聞かれる。
また、1980年代から蔬菜園芸（畑作）の機械化が進展し、ダイコン、ニンジン、キャベツ、タマネギなど、生産量が大きい野菜の収穫機や、野菜苗の接ぎ木ロボット、野菜苗の移植機が徐々に普及している。
現在のところ、日本で今後10年の間に急速に進歩する農業機械技術、爆発的に普及する農業機械はGPSや機械学習などを使った自動化、無人化などが考えられている。また、ドローンも直接的あるいは補助的な形で農業の様々なところで使われており、さらなる活用、応用が期待されている。
一方、農業機械化の進展にともなって中古農機が増加し、その処置が課題になったこと、また農機への過剰投資を避ける意味で中古農機の活用を奨励する必要が生じたことから、農林水産省は1979年に中古機械促進事業法を定め、中古農機の市場形成を促進するための常設展示場または移動展示場に対し、設置費用の一部を補助する等の対策を行った。その結果、全国に多くの中古農機常設展示場・移動展示場が開設され、一定の需要をみている。
また近年では主にアジア諸国への中古農機の輸出が盛んに行われている。海外の業者の間で特に人気が高いのは日本では既に旧型となった1980年代 - 1990年代のモデルであり、電子制御等を多用した最新型に比べ構造がシンプルであることなどから保守がしやすいため、一層好まれていると思われる。

## 資格
- 農業機械士
- 農業機械整備技能士

## 農業機械の特徴
農業機械の特徴として、車両の形態をするものが多いということが挙げられる。農業機械が車両の形態をするのは、農作業の対象である大地や植物を移動させることができないので、機械のほうを移動させて目的の作業を行うより仕方がないからである。この記事の節「車両としての農業機械」も参照のこと。
農業機械は雨の中、土や泥の上で酷使されるので、ある程度頑丈、堅牢につくられる。
気候や土地といった自然条件や作物の特性など、個々のユーザーごとに使用する環境が異なるため、ユーザー自身が整備や改造を行う傾向がある。
近年まで、堅牢性の観点から電子制御や電気モーターが嫌われ、カムやリンク、ローラーチェーンやベルトによる機構が好まれる傾向があった。
必要とされるニーズに応じて仕様が多様化しやすいことから農機メーカーは少量多品種生産になりやすく、開発においてはユーザーからのフィードバックに重きが置かれる。
現在日本で発売されている乗用トラクターやコンバインは電子制御を搭載している。自動車で採用された技術の1世代、2世代前にあたる、成熟した技術が用いられる。これは、悪条件下での信頼性を優先することや、農業機械では自動車排出ガス規制やNOx規制が近年まで適用されなかったということもある。
一部の農業機械は、価格のわりに使用頻度が低いことで特徴づけられる。使用頻度が低くなるのは、農作業が季節的なものだからである。特に稲作においては田植・刈取等のスケジュールに厳密さが要求され、共同利用によるコスト低減は難しい状況である。日本の本州中部の稲作農家の場合、150万円の田植機を使うのは1年に5日間、400万円のコンバインを使うのは1年に2日間、ということも珍しくない。
日本では、大型のコンバインハーベスターの価格は1000万円程度であり、大型トラックや建設機械の油圧ショベル、工作機械のマシニングセンタの価格に匹敵する。しかるにコンバインハーベスターは年間数十日しか稼働せず、トラックや油圧ショベルやマシニングセンタが年間数百日稼働するのとは対照的である。
一方で、畜産機械など柔軟なスケジュールでの運用が可能な農業機械は、コントラクター（作業受託組織）を利用した共同利用が近年急速に進んでいる。日本では2005年現在全国に437のコントラクターが存在し、中でも北海道等の地域では現在、農協主導で、草の刈取、デントコーンの収穫、サイロ作業、融雪剤散布作業など広範囲な作業が委託されている。

## 日本における車両としての農業機械
農業機械には、車輪またはクローラーと言った走行装置を備え、エンジン等の動力によって自走する機能を持つものがある。この中には車両としての法的な構造要件を満たし、所定の手続（運転免許の取得やナンバー登録、車検、保険など）を経た上で、小型特殊自動車（車両法）または大型特殊自動車として公道を走行できるものがある。
これに対し牛車、馬車などは全て軽車両となるため、運転免許の取得やナンバー登録、車検、保険などは一切不要で、公道を走行できる。

### 概要および適用除外
道路運送車両法では、農耕用の小型特殊自動車は最高速度が35km/h未満と定められ、寸法には制限がない。小型特殊自動車には車検制度もなく、税制上も有利であるため、現在、ほとんどの農耕用特殊自動車が農耕用小型特殊自動車の範囲内に収まるものになっている。中には車両総重量が7トンにも及ぶ巨大な農耕用小型特殊自動車もある。自動車損害賠償責任保険については、農耕用の小型特殊自動車（農耕トラクター、薬剤散布者、コンバイン、田植え機など）以外の自動車（公道を走れるもの）は強制加入対象となっている。
道路交通法上も車格に応じた運転免許を取得しなければならない（軽車両を除く）。
農道や私農道であっても、通行権者以外の不特定一般の人車が通行している現実の交通の実態がある場合には道交法上の道路となる（公道扱い）ため、通行しようとする農業機械も登録、車検、保険、運転免許などの法規制からは免れ得ない。これに対し、農道管理者が適法に通行権者以外の通行を明確に禁止し、かつ、通行権者以外の不特定一般の人車が通行している実態が無い場合には、道路としての要件を欠くため、登録、車検、保険、運転免許などの法規制の適用除外となる余地がある（東京高等裁判所昭和45年6月3日判決）。
広域農道や農免農道、基幹的農道などのように一般道路化しているものは公道に準ずる。
現実に法規制の除外を得るには、農道管理者による適法な管理権の行使としての、通行禁止の意思表示（表示板など）、区域内境界全ての障壁の設置、および現実に他の人車が通行していない事が必要であろう。ただしそのような場合でも道路運送車両法、道路交通法、自動車運転死傷行為処罰法、自動車損害賠償保障法の適用はないものの他者に対する不法行為責任までも免ずるものではないので農機具共済など保険の加入は重要である。

### 型式認定とナンバー

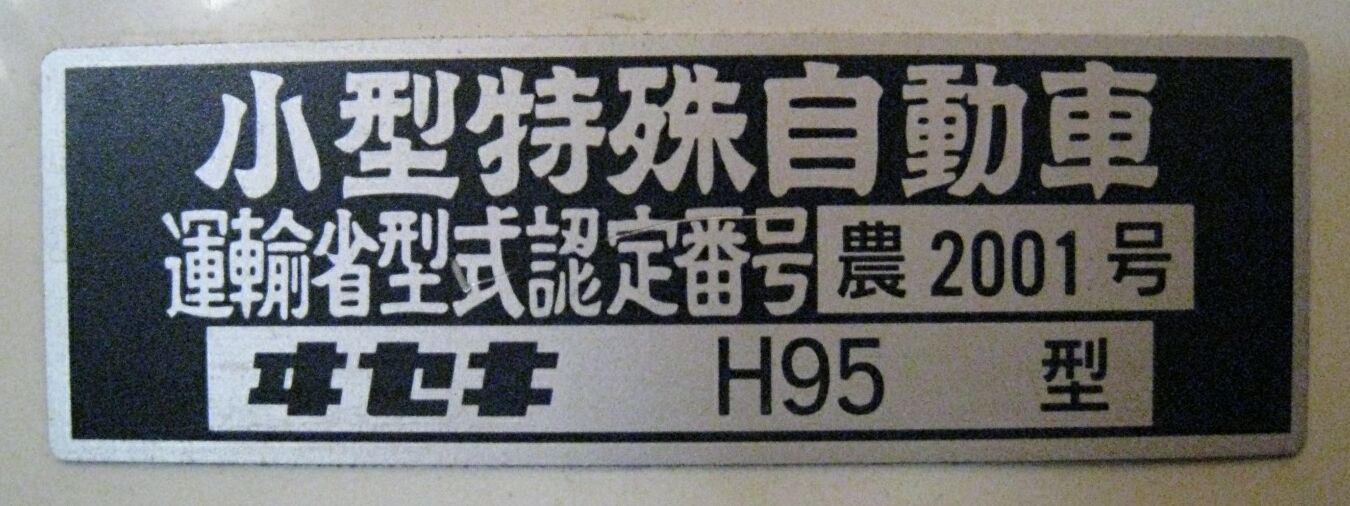
車体に表示される型式認定番号標の例

小型特殊自動車に該当する農業機械は、製造、或いは輸入業者等の事業者の任意の申請により国土交通省（旧運輸省）の検査対象外軽自動車等としての型式認定を受けることができ、生研センターの評価試験部でその機能確認が行われる。型式認定番号は、官報で告示されるほか、車体やカタログ、取扱説明書等に記載されている。認定番号の頭文字が「農0000号」と表示されるものが農耕用小型特殊であり、「特0000号」と表示される一般の小型特殊自動車とは区別される。
小型特殊自動車の型式認定を受けている農業機械は、販売店が発行した販売証明書を市区町村の窓口に提出し、軽自動車税を納付して交付されたナンバープレートを車体に標示する事によって、公道を走行することができる。
また、大型特殊自動車に属する農業機械は、国土交通省各運輸支局での登録・ナンバープレート交付（9ナンバー）と、2年ごとの車検を受ける必要がある。
運転席があり一見して車両のように見えるが、その農業機械が型式認定を受けていないため公道を走行できない物があり、注意が必要である。例として乗用田植機は、公道を走行しないだけでなくまったく使用しない状態でも、老朽化等で使用できない場合を除き軽自動車税（種別割）を支払う義務があり、届けていない場合は罰則の対象となる。このため、市区町村ではナンバーを交付しているが、保安基準を満たして型式認定を受けている乗用田植機は今の所ないことから、公道を走行することができない。あくまでも市区町村が交付するナンバーは軽自動車税の課税標識であり、その交付が公道の走行を許可したものではないことに注意しなければならない。また田植機などは舗装道路などの走行を前提として設計されていないため長距離を走ると故障のおそれもある。
もし公道を走行してはならない農業機械で走行して検挙された場合は以下のような罰則が想定される。このため、そのような農業機械は法令上および性能上の制約から、軽トラなどに積載したり、コンバイントレーラーなどのトレーラー車に積載し、牽引のための構造および装置を備えた軽トラや農業用大型特殊自動車で牽引して公道を運搬する事になる。
- 農業機械の車格（構造、排気量、車両総重量および最大積載量による）に応じた運転免許（原付、小特、普通、準中型、中型、大型、大特免許など）を受けていなければ、無免許運転により3年以下の懲役又は50万円以下の罰金。
- 道路運送車両の保安基準に適合しないため、整備不良違反として、3月以下の懲役又は5万円以下の罰金。
- 放置違反金制度を含む駐停車違反の取締対象（農道では行われない）。
- 交通事故や道路交通法等の違反行為に対し、運転免許の行政処分の対象となる。
- 人身事故を起こした場合には、状況に応じて自動車運転死傷行為処罰法（過失運転致死傷、危険運転致死傷、無免許運転による加重）により最長で20年以下の懲役（加重により最長30年以下）に処される可能性もある。また、自動車損害賠償保障法に基づき人身事故に対する損害賠償につき無過失責任が適用される（これは自賠責保険などの適用の可否とは関係ない）。

### 運転免許
農耕用大型特殊自動車の運転には大型特殊免許が必要であるが、農耕用小型特殊自動車はその種類により運転に必要な免許に違いがある。
小型特殊免許・普通免許等で運転出来るもの
最高速度が15km/h以下で、長さ4.70m以下、幅1.70m以下、高さ2.80m以下の小型特殊自動車
大型特殊免許が必要なもの
上記の基準のいずれかを越えるもの（通称、新小型特殊自動車）
普通免許・準中型・中型免許など（車両総重量および最大積載量に応じる)が必要なもの
スピードスプレーヤ等の農業用薬剤散布車
けん引免許が必要なもの
車両総重量（＝車両重量＋最大積載量）750kgを超えるトレーラーをけん引するとき。荷車ほか種類は問わないが、農業分野ではコンバイントレーラーなどがある。農耕車限定けん引免許、ライトトレーラー免許などがある。ほとんどのパターンで、トレーラー自体の車両登録（ナンバー取得）、車検（規格による）、自賠責への加入、各種けん引免許の取得が必須である。
小型特殊自動車（車両法）としての登録であっても大型特殊免許が必要な車両があるのは、免許を規定する道路交通法と車両を規定する道路運送車両法において、小型特殊自動車の定義が異なるためである。大型特殊自動車についても同様である。
なお、大型特殊免許とけん引免許は農耕用トラクターで技能試験を行う「農耕車限定」免許を取得することができる。農業大学校などで、学生や一般の農業者が免許を取得する場合がこれにあたる。但し自動車教習所で大型特殊免許とけん引免許を取得する場合、いずれも「限定なし」となる。運転免許技能試験実施基準では、技能試験に使用する特例試験車として大型特殊免許では「車両総重量1,300キログラム以上の車輪を有する農耕作業用自動車で20キロメートル毎時を超える速度を出すことができる構造のもの」、けん引免許では「最大積載量2,000キログラム以上の被牽引車を車両総重量1,500キログラム以上の車輪を有する農耕作業用自動車（被牽引車を牽引するための構造及び装置を有し、かつ、20キロメートル毎時を超える速度を出すことができる構造のものに限る。）が牽引しているもの」と定めている。

### 保険
農耕用大型特殊自動車は、車検の有効期間を超える自賠責保険に加入する必要がある。農耕用の小型特殊自動車は自賠責には加入できないが、自動車共済などの任意保険には加入することができる。

### 排ガス規制
2006年4月1日に「特定特殊自動車排出ガスの規制等に関する法律（通称「オフロード法」）が施行され、公道を走行しない特定特殊自動車に対する排出ガス規制が開始された。この法律はエンジンの出力が19kW（約26馬力）以上の農耕用車両も対象となる。

### 定員と最大積載量等
道路交通法において、以下に該当する農業用薬剤散布車と農耕用作業自動車は「特定普通自動車等」と定められている。
- 35km/h以上の速度を出すことができない構造の農業用薬剤散布車である普通自動車（第一号）
- 35km/h以上の速度を出すことができない構造の農耕作業用自動車である大型特殊自動車（第二号）
- 車体の大きさが長さ4.70m以下、幅1.70m以下、高さ2.8m以下で、15km/h毎時を超える速度を出すことができない構造の大型特殊自動車（農耕作業用自動車であるものを除く。）（第三号）

小型特殊自動車および上述の特定普通自動車等に該当する車両の乗車定員は1人（運転者以外の乗車装置が有る場合は2人）である。
積載物高さ制限（車両に積載物を積載した状態）、最大積載量は次のとおり。
- 小型特殊自動車は、高さ2.0m以下。積載装置を備えるものでは500kg以下。
- 上述の特定普通自動車等第一号は、高さ3.8m（三輪のものは2.5m）以下。1,500kg以下。
- 上述の特定普通自動車等第三号は、高さ3.8m以下。積載装置を備えるものは1,000kg以下。
- 上3つのいずれにも該当しないものは、運転者以外の乗車装置に積める範囲に限られる。

積載物は車体の幅を超えてはならず、車体の長さの10分の1の長さを超えて前後にはみ出してはならない。長さ、幅、高さの制限を超える場合は、その都度、派出所または警察署に制限外積載許可申請書を提出して許可を取らなければならない。

### その他
発展途上国には、トラクターで荷車を牽引し、人や荷物を運ぶ自家用自動車のかわりに使う農民もいる。日本でも、1970年代まで耕耘機に連結したトレーラに資材や収穫した農作物を載せて運ぶ光景が、農村部で多く見られた。
また、兵庫県の淡路島では、「農民車」と呼ばれる自動車の部品や農用エンジンを使って組み立てた車両が人や荷物を載せて走っている。過去に運輸省の型式認定を受けた事例もある。

## 主な農業機械メーカー（過去に参入していたメーカーを含む）

### 世界の著名な農業機械メーカー
- en:AGCO
- en:ARGO SpA
- en:Art's Way
- en:Claas
- en:CNH Industrial
- en:Mahindra & Mahindra
- en:Minsk Tractor Works
- en:SDF Group
- en:JCB
- KUBOTA（クボタ）
- en:Mirrlees Blackstone
- en:Industry of Machinery and Tractors IMT
- en:John Deere
- en:Rostselmash

### 日本国内向けの、代表的な農業機械メーカー
IHIシバウラ（シバウラ）
1991年にヤンマー農機と業務提携し同社にトラクタをOEM供給するほか、CNHグローバル社にもトラクタを供給する。芝地管理用機械や消防ポンプを製造。旧・石川島芝浦機械
井関農機（ヰセキ、ISEKI）
農業機械専業で、業界3位。全産業を対象にした特許登録率で4年連続1位、特許公開件数は農水分野において7年連続1位であるなど、実用的な新技術の創出に注力。
大島農機
独立系の同族資本で中小の農機具関連メーカー。新潟発祥の機械ベンチャーのためか、製品ラインナップに稲作関連のものが多い。
やまびこ（YAMABIKO）
三井物産らと販売提携（かつては同社の支配株主になっていた。旧・共立/新ダイワ工業。
クボタ（KUBOTA）
2013年現在、農業機械と鋳鉄管において国内トップ。小型の建設機械や産業用エンジンも。日立建機ティエラや本田技研工業にトラクターをOEM供給していた。
ハスクバーナ・ゼノア（ZENOAH）
林業機械の名門。北欧発祥で世界トップのハスクバーナと包括提携し外資系に。旧・コマツゼノア（小松ゼノア）。
日立建機ティエラ（HITACHI）
2009年6月30日をもって農機事業から撤退した。旧・東洋社（日の本ブランド）
フジイコーポレーション

本田技研工業（ホンダ、HONDA/Honda）
二輪車製品を発祥とする自動車・バイク系メーカー。農機分野も小型芝刈り機・小型管理機などで展開中。かつては自社オリジナルの本格的な乗用トラクター（「TX」シリーズ）を開発した経緯がある。また、2011年春頃の東日本大震災を受けホンダの発電機に注目が集まっている。
三菱マヒンドラ農機（MITSUBISHI）
三菱重工が島根農協グループ（現・JAグループ島根）、地元資本・三菱グループ各社とともに佐藤造機を再建支援。後に三菱重工の完全子会社となるが、現在はマヒンドラ&マヒンドラとの合弁。
ヤンマーアグリ（ヤンマー、YANMAR/Yanmer）
建設機械や小型船舶、産業用エンジンも手がける農業機械大手の一角。サントリーホールディングス（サントリー）や竹中工務店、YKK、ロッテホールディングス（ロッテ）のように同族経営の非上場大企業。旧・ヤンマー農機、船舶関連機器製造子会社のヤンマーディーゼルを吸収合併。後に農業機械事業は2021年3月1日より現在のヤンマーアグリに改称した。
2009年にはヤンマー建機も吸収合併している。2013年4月1日よりヤンマーホールディングスの純粋持株会社となった。
筑水キャニコム
小型運搬車、乗用草刈機、小型特殊自動車など、小型特殊農業車両に強みを持つメーカー。小型林内作業車も手がける。
ウィンブルヤマグチ

タカキタ
牧草等の飼料作物関連の農業機械に強みを持つ。旧・高北農機製作所。かつては中堅電気機器メーカー・タナシン電機の傘下で再建を目指していた。
静岡製機（シヅオカ）
穀物乾燥機や調整プラント、穀物の分析機器等を手がける。
オリオン機械
「酪農機のオリオン」で知られる酪農用農機・産機の大手メーカー。上記のシヅオカ社と事業提携。
スチール・ジャパン
ドイツ資本の林業機械関連メーカー。チェーンソーを中心に展開。国内で流通されているのはほとんどチェーンソー製品ぐらいである。なお、実質的な親会社はアンドレアス・スチール社 (de:Sthil) を参照
コーンズエージー
酪農・農業機械の輸入商社。総合商社コーンズ・アンド・カンパニー・リミテッドの関連会社。ランボルギーニトラクターや牧草関連の収穫・梱包機械などを取り扱っている。
コマツ
かつて農耕用トラクターを製造販売していた。